# 格拉萨诺
格拉萨诺（義大利語：Grassano），是意大利马泰拉省的一个市镇。总面积41平方公里，人口5512人，人口密度134.4人/平方公里（2009年）。ISTAT代码为077011。